# Dalhousie
Dalhousie è una città dell'India di 7 419 abitanti, situata nel distretto di Chamba, nello stato federato dell'Himachal Pradesh. 
Considerato il numero di abitanti la città rientra nella classe V (da 5 000 a 9 999 persone).

## Geografia fisica
La città è situata a 32° 31' 60 N e 75° 58' 60 E e ha un'altitudine di 1953 m s.l.m.

## Società

### Evoluzione demografica
Al censimento del 2001 la popolazione di Dalhousie assommava a 7 419 persone, delle quali 4 137 maschi e 3 282 femmine. I bambini di età inferiore o uguale ai sei anni assommavano a 679, dei quali 360 maschi e 319 femmine.